# Hooglandse Kerk
La Hooglandse Kerk, letteralmente in italiano Chiesa dell'Altopiano, riferito al terreno su cui sorge, rialzato dal livello dei canali, è una chiesa calvinista della città di Leida, nei Paesi Bassi.
La chiesa, originariamente dedicata a san Pancrazio, rappresenta il capolavoro dell'architettura gotica in città ed uno dei maggiori esempi nel Paese. Si staglia dal profilo cittadino con la sua caratteristica forma data dal transetto e dal coro, ben, più alti del piedicroce, poiché quest'ultimo non venne mai completato.

## Storia e descrizione

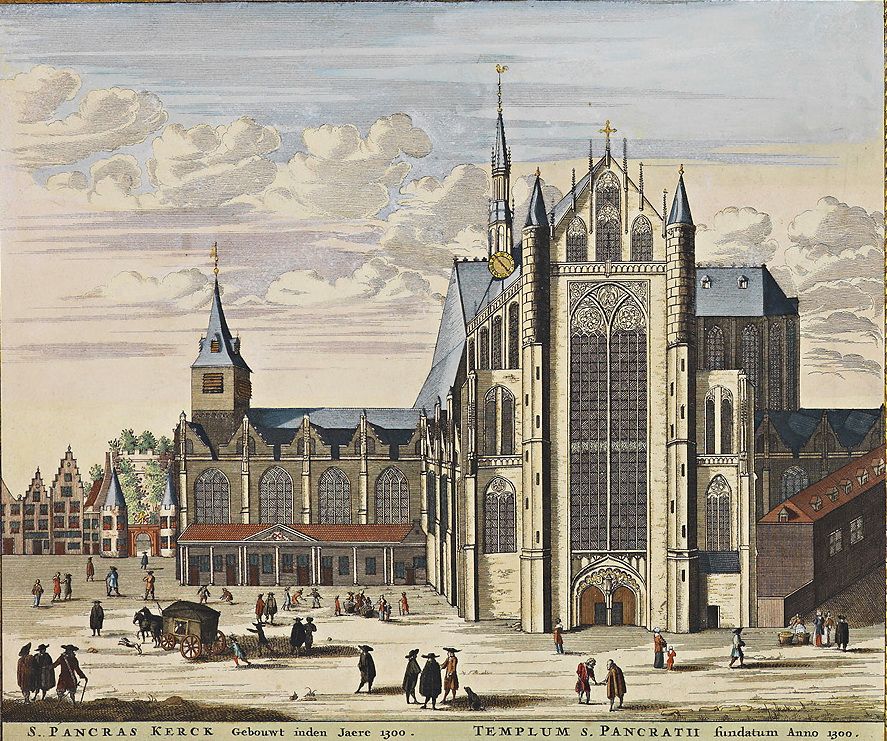
La chiesa nel 1698.

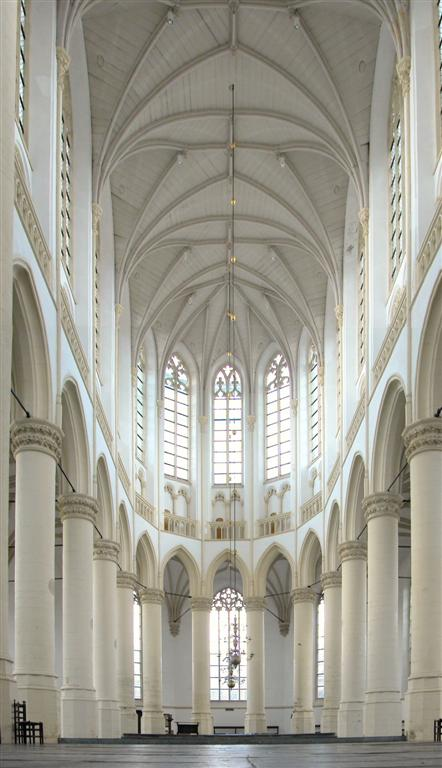
Veduta del Coro.

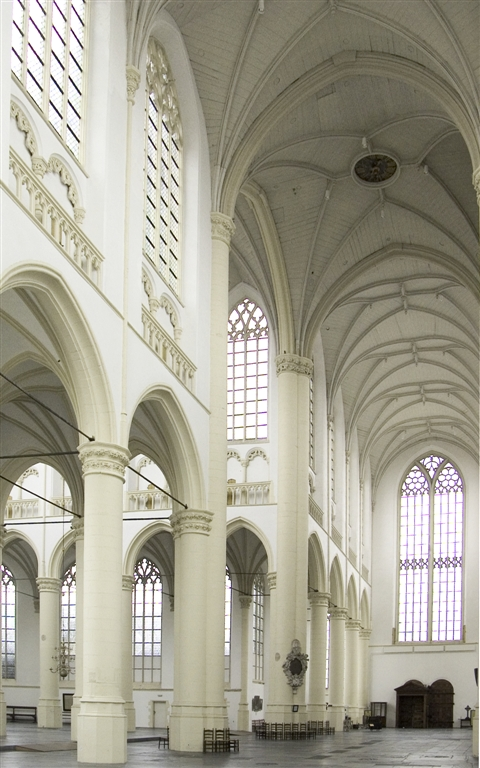
Il Transetto.

### La prima Cappella
La storia della Hooglandsekerk inizia quando il vescovo di Utrecht, Guido d'Avesnes, fratello di Giovanni II d'Olanda, concede il permesso per la costruzione di una cappella in legno sul Hooge Land (altopiano) come cappella affiliata alla chiesa parrocchiale di Leiderdorp. Il 20 dicembre 1314 la cappella è consacrata a San Pancrazio. Pochi decenni dopo, questa cappella è sostituita da una semplice chiesa in pietra con una torre, ma la forte crescita economica di Leida fa nascere rapidamente l'esigenza di una chiesa molto più grande.

### Le Collegiata
Il 29 ottobre 1366, il vescovo di Utrecht, Jan van Virneburg, eleva la chiesa a collegiata. I canonici che fanno parte del Capitolo di San Pancrazio, vengono prevalentemente da famiglie importanti e nobili. Il nuovo titolo lancia il via alla progettazione di una nuova e più grande chiesa a pianta a croce che superi in dimensioni anche la già esistente Chiesa di San Pietro. Nel 1377 la costruzione dell'edificio prende inizio; nel 1391 si inizia a elevare il coro e nel 1415, il Deambulatorio. In seguito si pone mano al transetto sud, con l'erezione, nel 1436, della cappella della Santa Croce. Dal 1448 si inizia la costruzione del transetto nord. Tra il 1420 e il 1436, vengono realizzati i portali. Le navate vengono erette fra il 1432 e il 1456. Ma il capitolo soffre regolarmente per mancanza di fondi, sia a causa della diminuzione dei singoli contributi, sia dalla svalutazione della moneta collegato al commercio della lana e le tasse elevate messe dai Conti d'Olanda per pagare le loro guerre di conquista del territorio. Nonostante il ritardo proseguito l'ambizioso progetto continua. Intorno al 1500 si arriva a terminare l'ampio transetto nella sua forma attuale, che con la sua lunghezza di 65,70 metri è il più largo dei Paesi Bassi.

### La Cattedrale
Grazie all'intercessione di Carlo il Temerario, Papa Paolo II pose il 24 febbraio 1470 il capitolo di San Pancrazio, non più sotto la giurisdizione della diocesi di Utrecht, ma sotto la diretta autorità del papa. Intorno al 1525 le autorità dei Paesi Bassi elevarono la Chiesa a Cattedrale. Tuttavia, le tensioni all'interno del capitolo e l'influenza della Riforma aumentarono, e la costruzione della chiesa di San Pancrazio si arresta definitivamente nel 1535. Inoltre nel 1559 il titolo di cattedrale passa alla Chiesa Grande di Haarlem. Il piedicroce, le volte in pietra e gli archi rampanti non sono completi. Nella prima metà del XVI secolo i lavori urgenti vengono infine terminati e la chiesa decorata con grande sfarzo, anche se resterà incompleta del piedicroce con relativa torre di facciata. Nella chiesa ci sono 24 altari, fra cui spicca quello al pilastro nord dedicato al suo patrono San Pancrazio.

### La Riforma
Durante l'iconoclastia dell'agosto del 1566 si perdono numerose opere d'arte e praticamente tutti gli arredi. Inoltre nel 1572 la Chiesa passa nelle mani dei protestanti che l'adibiscono a deposito d'emergenza per le granaglie, come ad esempio durante l'assedio spagnolo di Leida del 1574.

### Tempi moderni
Nel XVII secolo l'edificio trova un ruolo religioso e sociale importante a Leida. Risalgono a questo periodo le porte, i banchi navate laterali, il pulpito, l'ingrandimento dell'organo, molte lapidi e le case sulla parte esterna della chiesa.
Nella metà del XIX secolo la chiesa si presenta assai rovinata e fatiscente, anche a causa del Disastro della nave-polveriera del 1807. Viene anche considerata l'ipotesi di demolire la chiesa. Per fortuna l'edificio viene restaurato fra il 1840 e il 1903 sotto la direzione degli architetti J.C. Rijk e W.C. Mulder. Gran parte dei lavori si concentra sulla volta a botte della navata (1840) e le bellissime volte in legnee nel coro e il transetto (1850). Il presbiterio viene spogliato del tramezzo e delle recinzioni lignee che lo separano dal deambulatorio.
Dopo la Seconda Guerra Mondiale, si procede nuovamente a un importante restauro, che dal 1952 si svolge fino al 1972.
Oggi la Hooglandsekerk assume ancora la funzione di edificio religioso, officiato dalla Chiesa Protestante olandese.

## Galleria d'immagini

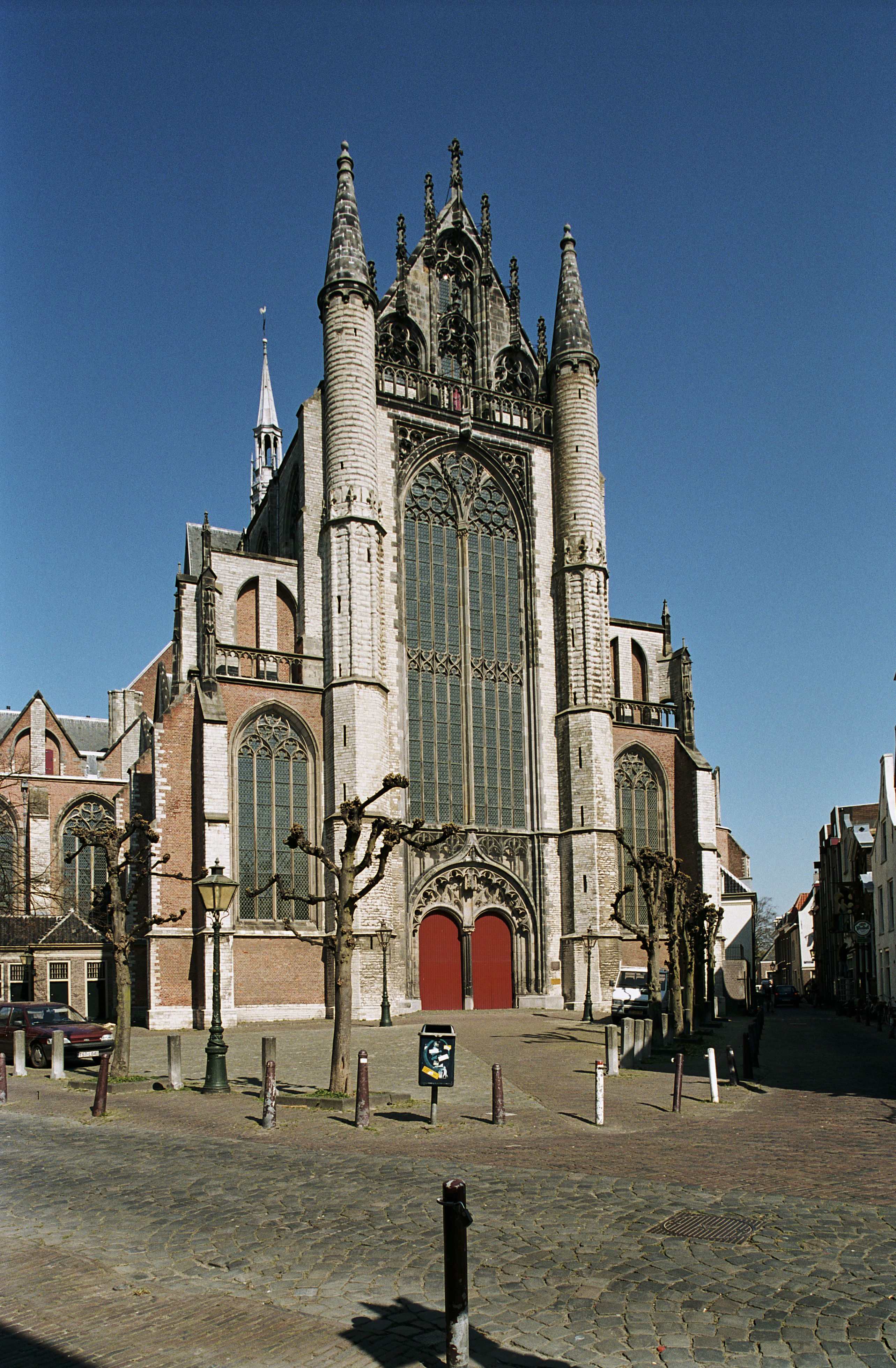
La facciata di uno dei transetti.
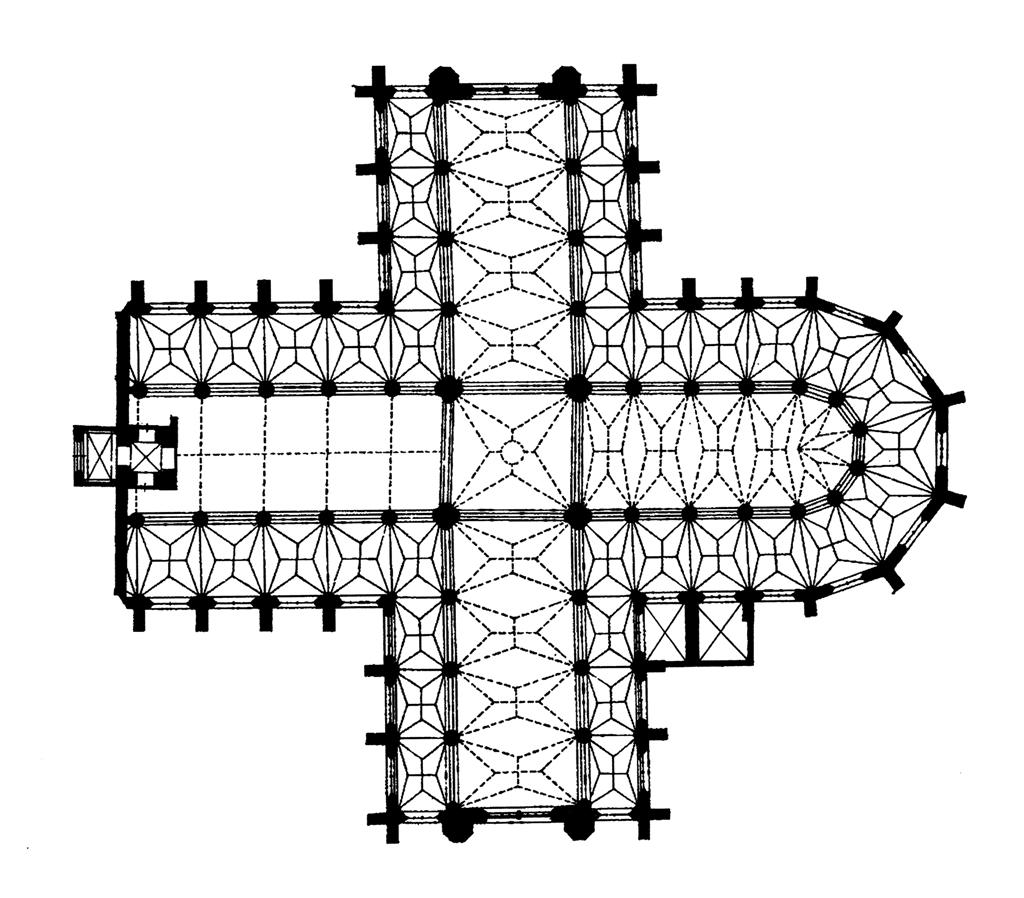
Pianta della chiesa.
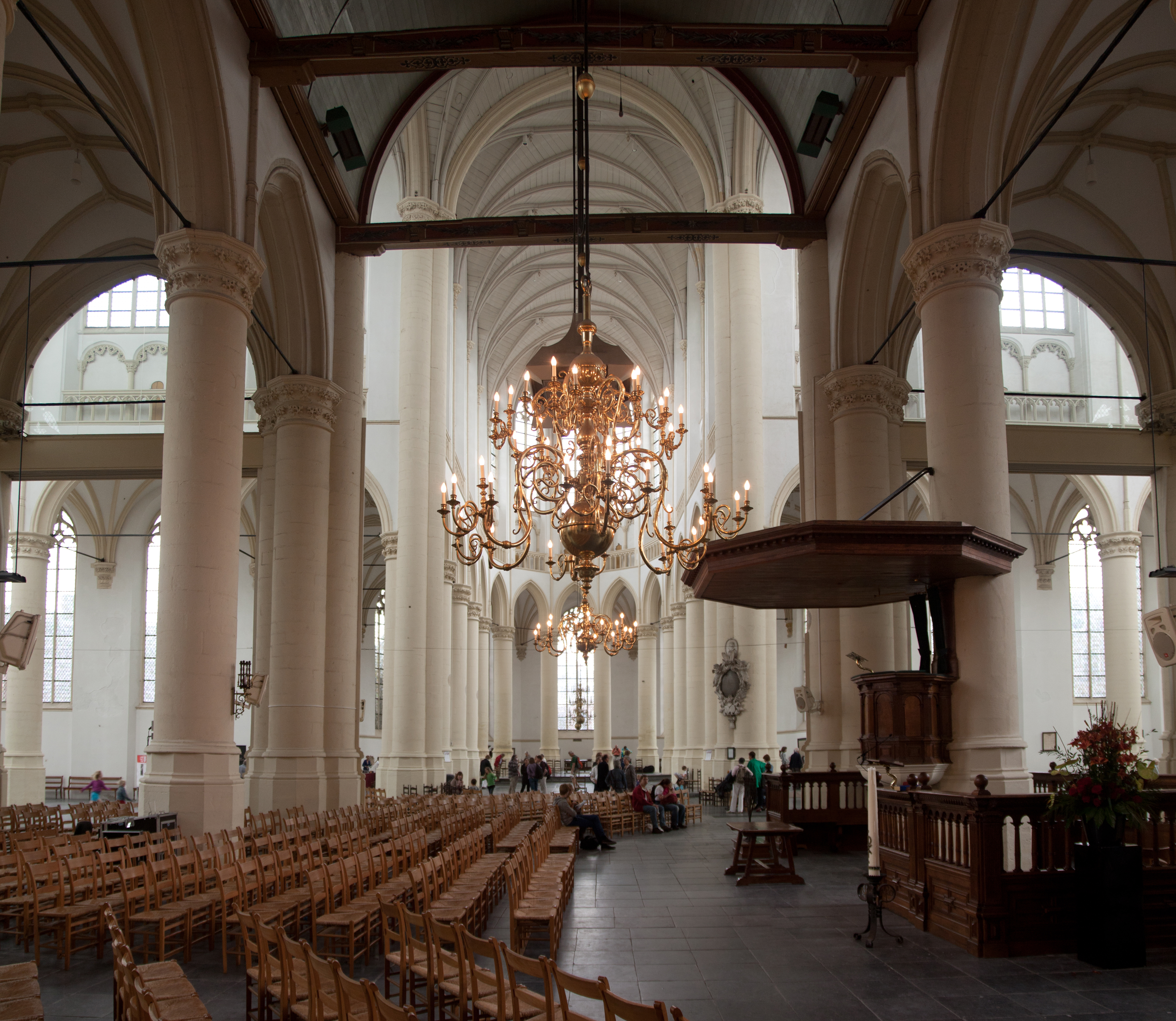
Veduta dell'interno.
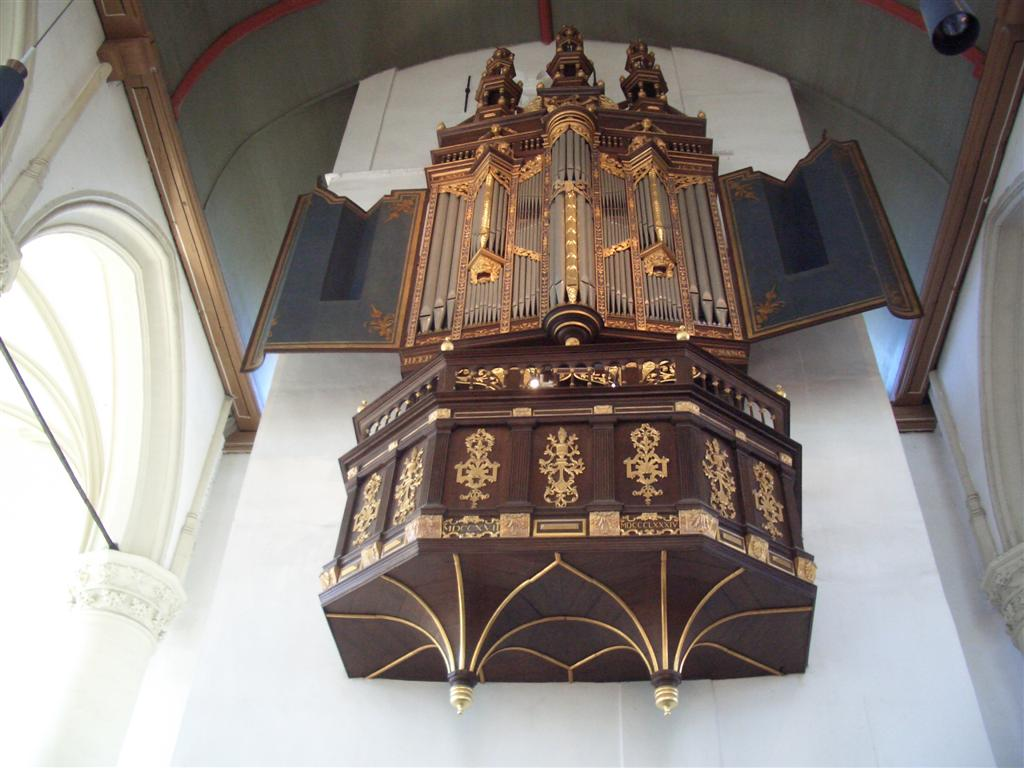
Il grand'organo barocco.